# Pterostichus baldwini
Pterostichus baldwini är en skalbaggsart som beskrevs av Thomas Casey. Pterostichus baldwini ingår i släktet Pterostichus och familjen jordlöpare. Inga underarter finns listade i Catalogue of Life.